# Bergpalmen
Die Bergpalmen (Chamaedorea) ist eine Pflanzengattung innerhalb der Familie der Palmengewächse (Arecaceae). Die etwa 106 Arten sind in der Neotropis verbreitet. Es sind eher kleine, häufig horstbildende Palmen.

## Beschreibung

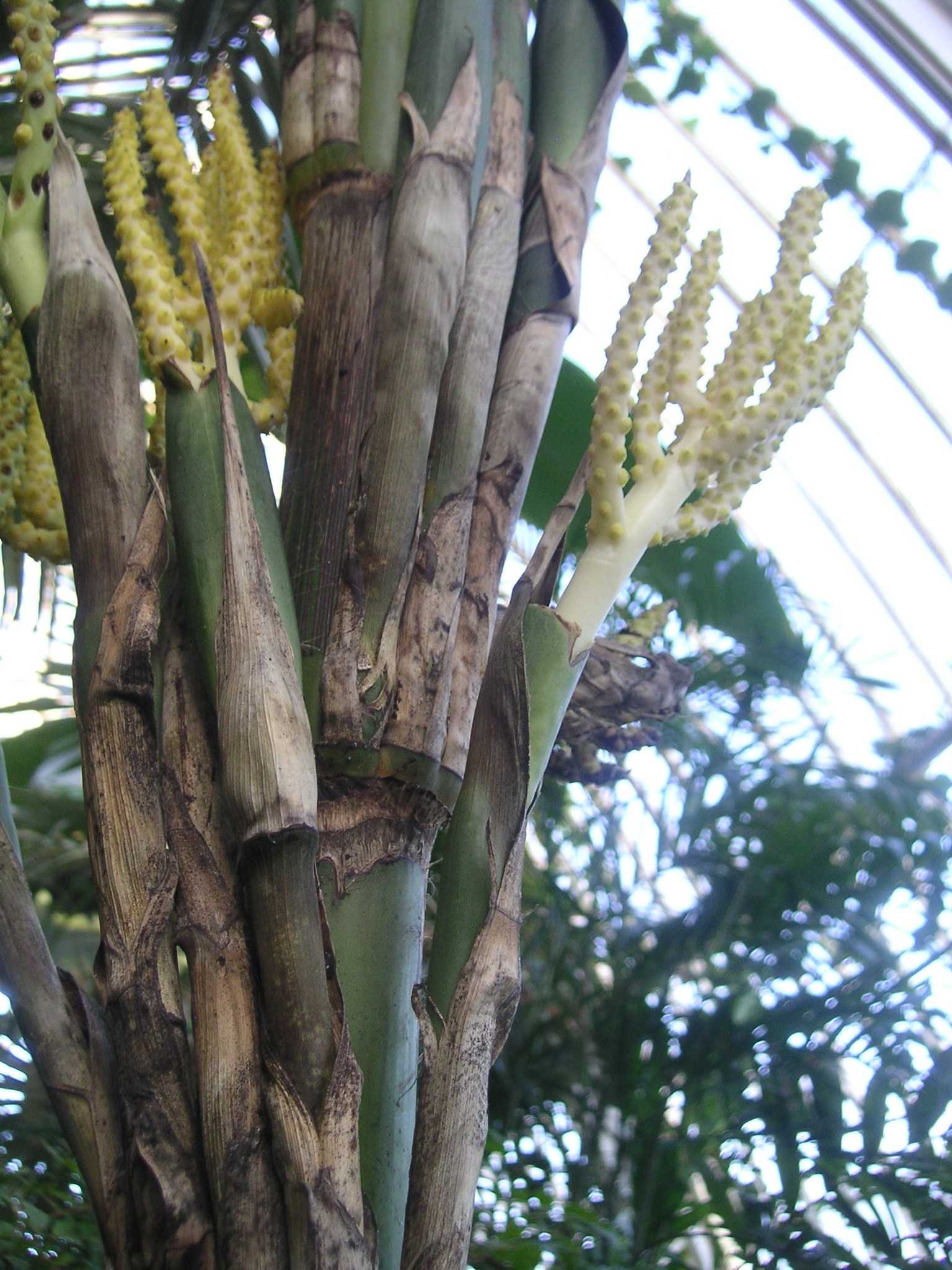
Junge Blütenstände von Chamaedorea alternans

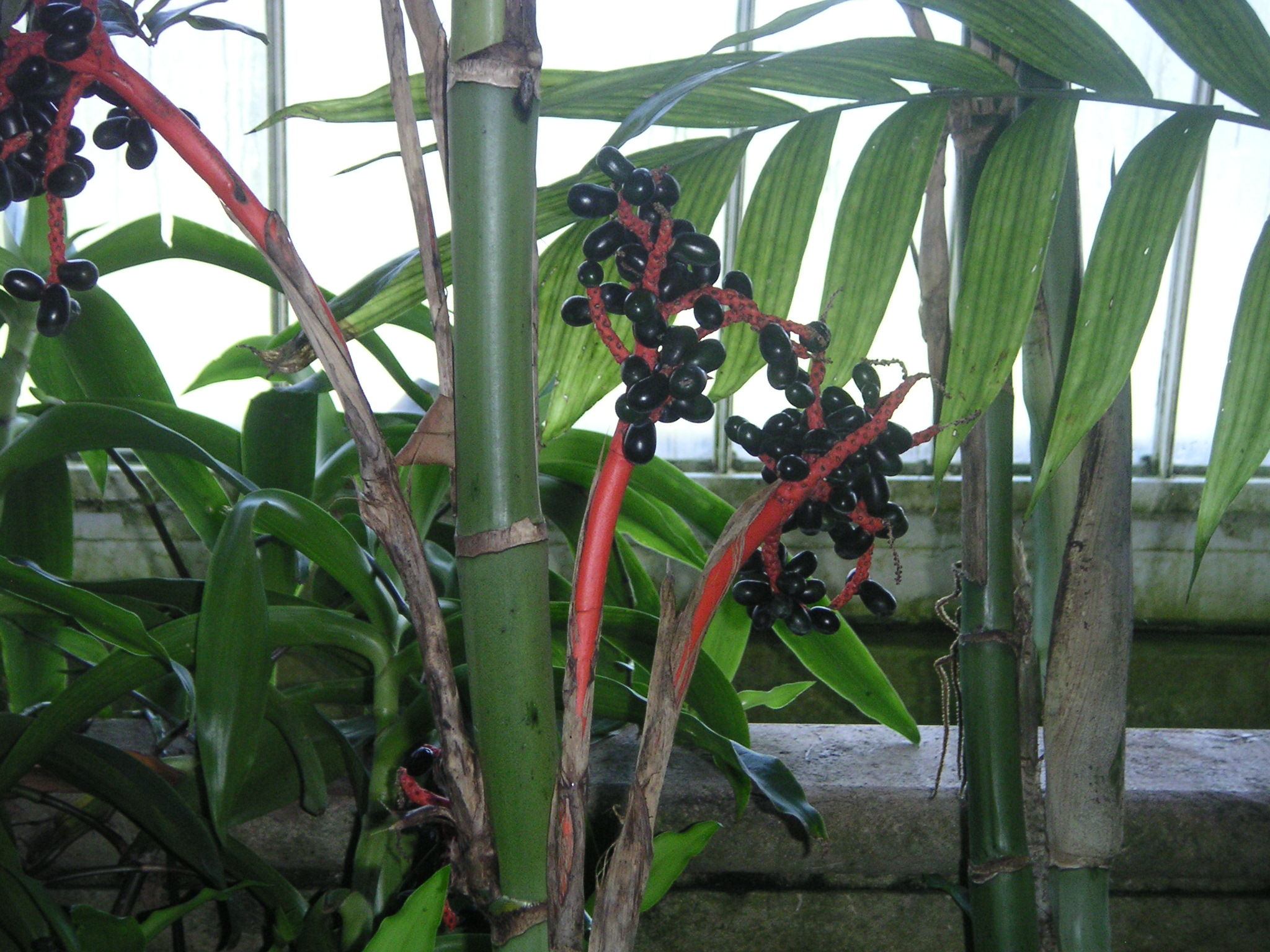
Fruchtstand von Chamaedorea alternans

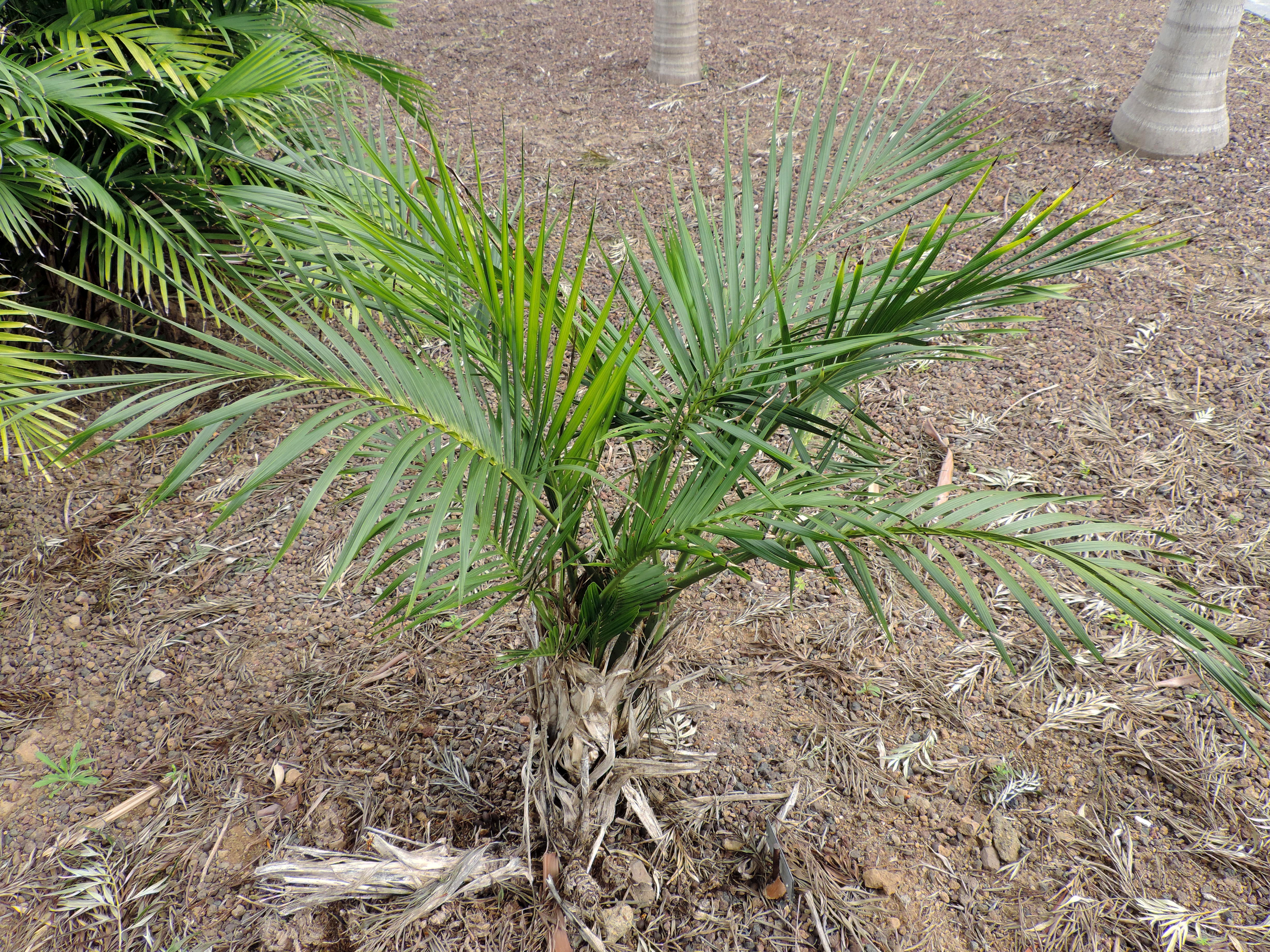
Chamaedorea cataractarum

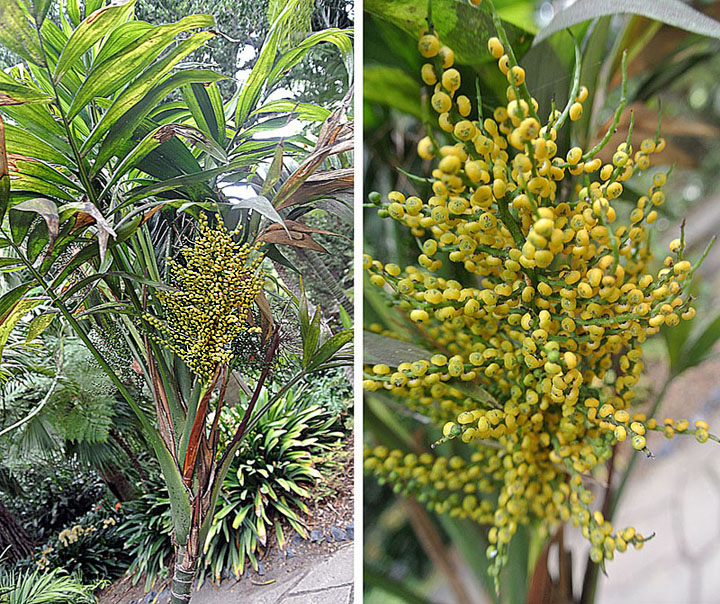
Chamaedorea elegans

### Erscheinungsbild
Chamaedorea-Arten sind kleine, selten mittelgroße, aufrechte oder niederliegende, selten kletternde Palmen. Ein Stamm kann ausgebildet sein oder unterirdisch verborgen. Sie sind einzelstämmig oder horstbildend und unbewehrt. Der Stamm ist meist schlank, ganz oder teilweise mit den faserigen Blattbasen oder mit glatten, grünen, auffallend geringelten Blattnarben besetzt.

### Blätter
Die Blätter sind zweiteilig (bifid) oder verschiedenartig gefiedert; selten sind sie auch ungeteilt. Die Blattscheide ist geschlossen oder reißt auf, sie ist kurz oder lang und hat manchmal einen vertrocknenden Lappen gegenüber dem Blattstiel. Der Blattstiel ist kurz bis lang, an der Oberseite abgeflacht, an der Unterseite gerundet und hat hier manchmal einen auffallenden hellgrünen oder gelben Streifen. Die Blattspreite ist ungeteilt, zweiteilig und dann fiederig gerippt, oder regelmäßig oder unregelmäßig fiederteilig. Es gibt dann wenige bis zahlreiche Fiederblättchen, die einmal oder mehrmals gefaltet sind. Sie sind schmal bis breit. Ihre Oberfläche ist kahl.

### Blütenstände
Chamaedorea-Arten sind zweihäusig getrenntgeschlechtig (Diözie|diözisch).
Die Blütenstände stehen zwischen oder unter den Blättern. Pro Blattachsel entstehen ein oder mehrere Blütenstände. Die Blütenstände sind unverzweigt oder ein- bis selten zweifach verzweigt, manchmal gegabelt. Die männlichen Blütenstände sind häufig stärker verzweigt als die weiblichen. Der Blütenstandsschaft ist kurz bis lang. Das Vorblatt ist röhrig mit einer zweiteiligen Spitze. Es gibt zwei bis mehrere Hochblätter am Blütenstandsschaft. Diese sind verlängert, röhrig und hüllen den Blütenstandsstiel scheidig ein. Sie sind ledrig oder häutig, ausdauernd, mit kurzer Spitze. Die blütentragenden Seitenzweige (Rachillae) sind kurz bis lang, schlank oder fleischig, manchmal gefurcht und tragen zur Reife keine Hochblätter. An ihnen stehen eng oder weit voneinander in spiraliger Anordnung entweder männliche oder weibliche Blüten. Die Blüten sind sitzend oder teilweise in einer Grube der fleischigen Rachilla eingesenkt.

### Blüten
Die eingeschlechtigen Blüten sind klein bis sehr klein und dreizählig.
Die männlichen Blüten sind symmetrisch. Die drei Kelchblätter sind ganzrandig und können im untersten Bereich miteinander verwachsen sein. Die drei Kronblätter sind frei oder in unterschiedlichem Ausmaß miteinander verwachsen. Die Kronlappen stehen valvat. Die sechs Staubblätter haben kurze Staubfäden und sind breit oder ahlenförmig. Auf dem Staubfaden setzt der Staubbeutel an seiner Rückseite an (dorsifix). Das Stempelrudiment ist zylindrisch oder unten verbreitert, und manchmal dreilappig. Der Pollen ist ellipsoidisch, manchmal leicht dreieckig, bisymmetrisch oder leicht asymmetrisch. Die Keimöffnung ist ein distaler Sulcus. Die längste Achse misst 20 bis 35 Mikrometer.
Bei den weiblichen Blüten gleicht der Kelch dem der männlichen Blüten. Die Kronblätter sind meist verwachsen, die Kronlappen sind valvat oder imbricat (dachziegelartig überlappend). Die Staminodien sind, wenn vorhanden, zahnförmig. Drei Fruchtblättern sind zu einem eiförmigen, synkarpen Fruchtknoten verwachsenen. Die Samenanlagen sind campylotrop und setzen seitlich an. Die Narben sind klein und zurückgebogen.

### Früchte
Die Früchte sind klein und kugelig bis länglich mit drei Fruchtfächern. Die Narbenreste stehen basal. Das Exokarp ist glatt, das Mesokarp fleischig und das Endokarp dünn. Der Samen steht aufrecht, ist kugelig oder ellipsoid. Die Narbe (Hilum) ist klein. Das Endosperm ist knorpelig. Die Früchte der meisten Arten enthalten Calciumoxalat-Kristalle.

## Vorkommen
Chamaedorea-Arten sind von Mexiko über Zentralamerika nach Süden bis Brasilien und Bolivien verbreitet. Alle Arten gedeihen im Unterwuchs von feuchten, nassen Wäldern im Tiefland oder – der Großteil der Arten – im Bergland. Einige Arten kommen über Kalkgestein vor.

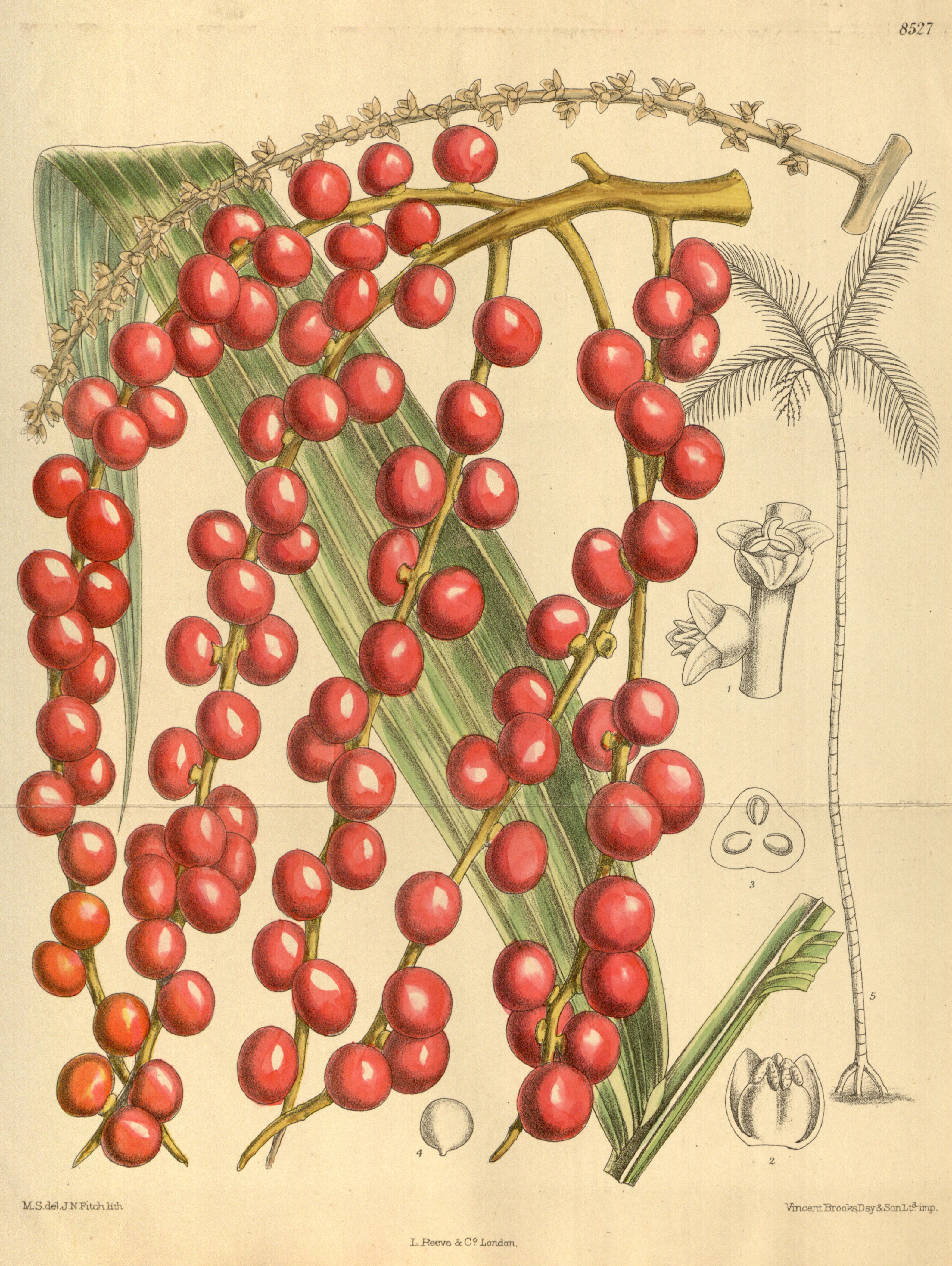
Illustration von Chamaedorea linearis

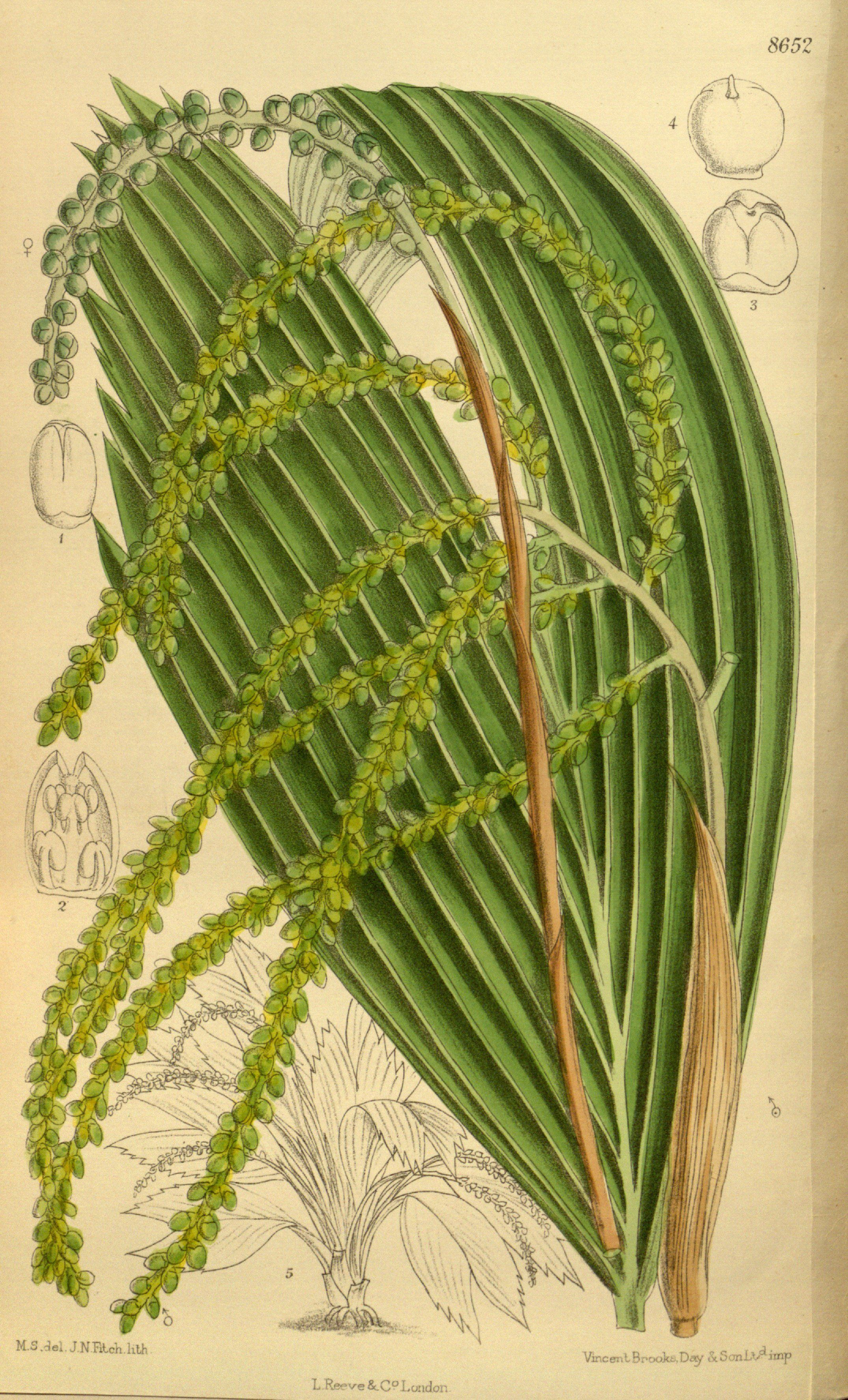
Illustration von Chamaedorea pumila

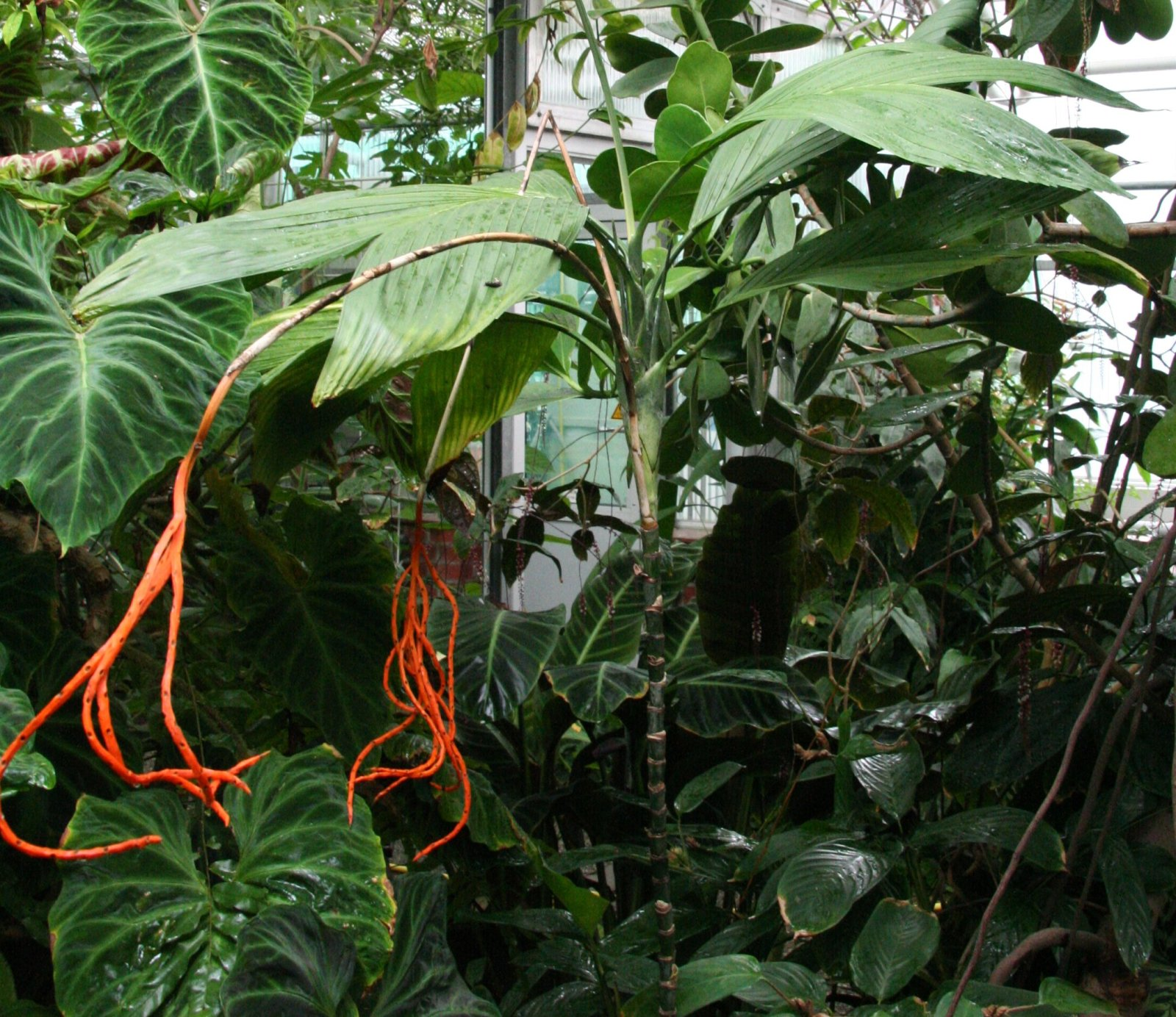
Chamaedorea ernesti-augusti

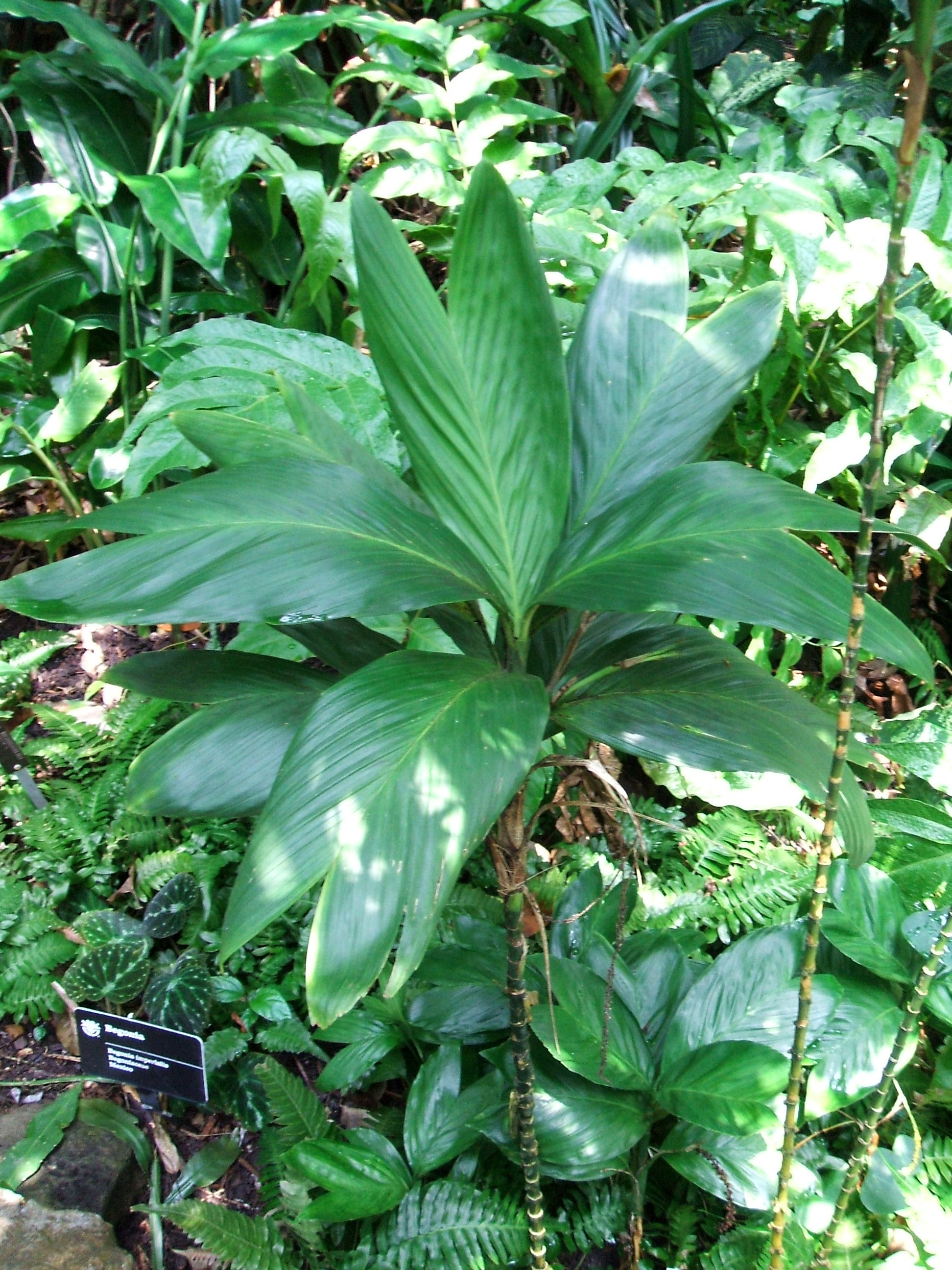
Chamaedorea geonomiformis

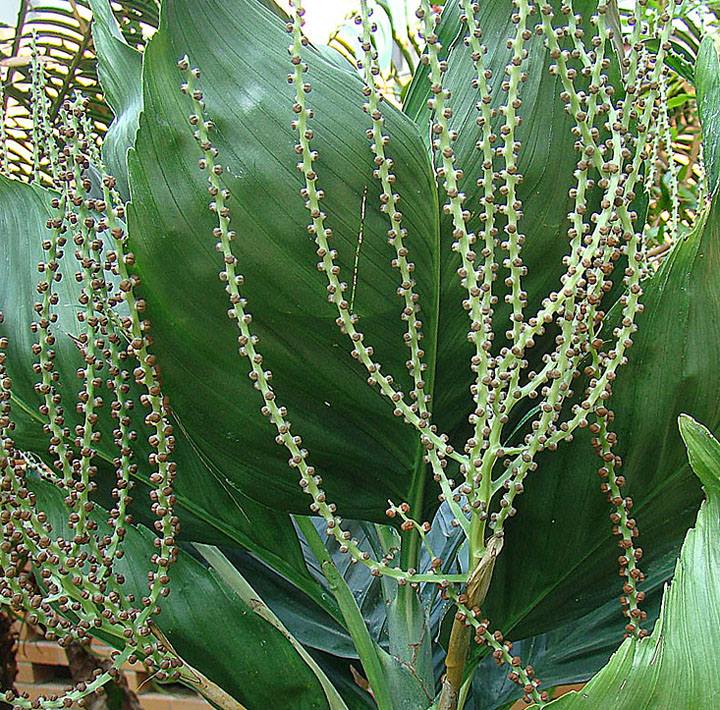
Chamaedorea metallica

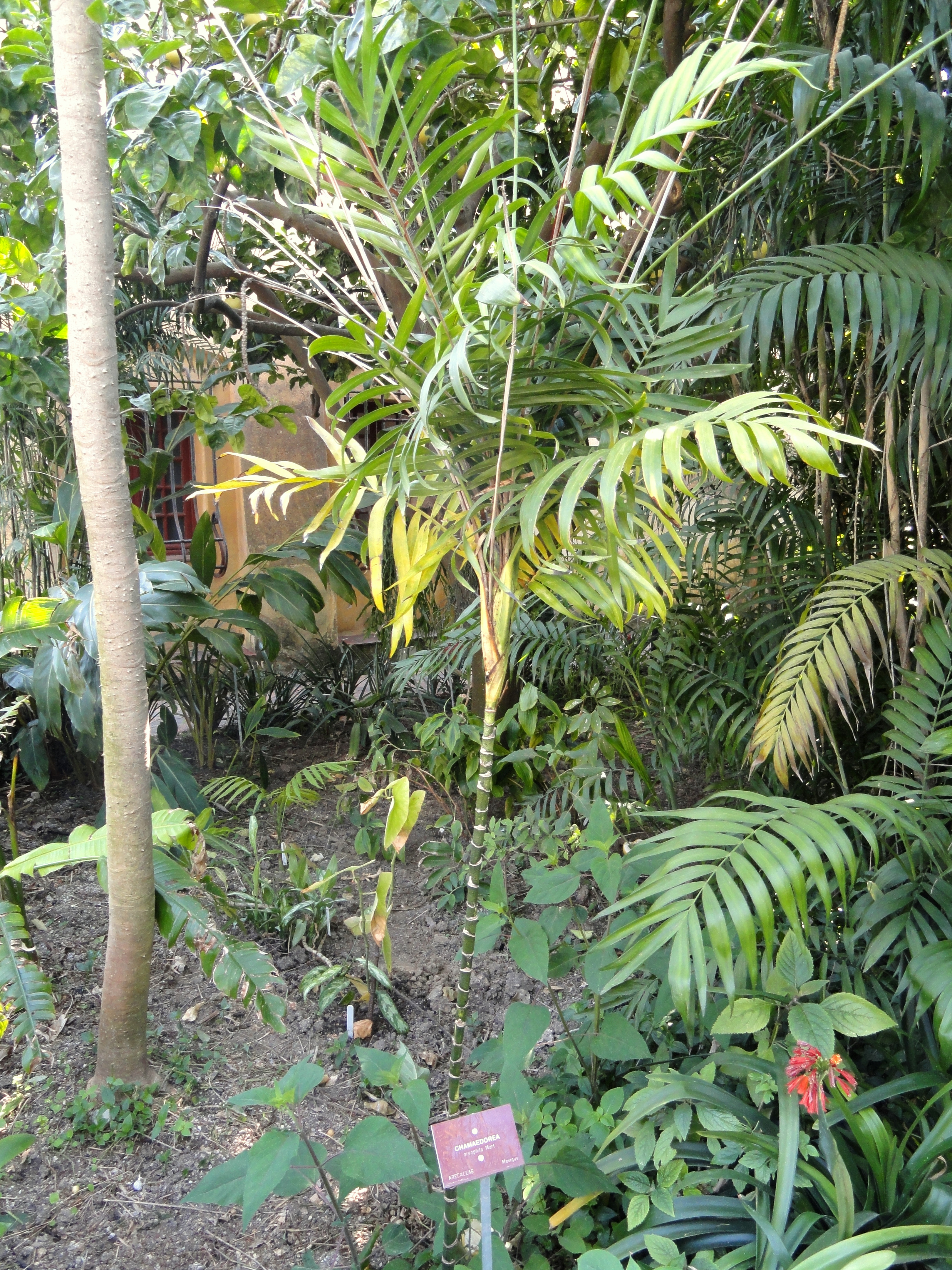
Chamaedorea oreophila

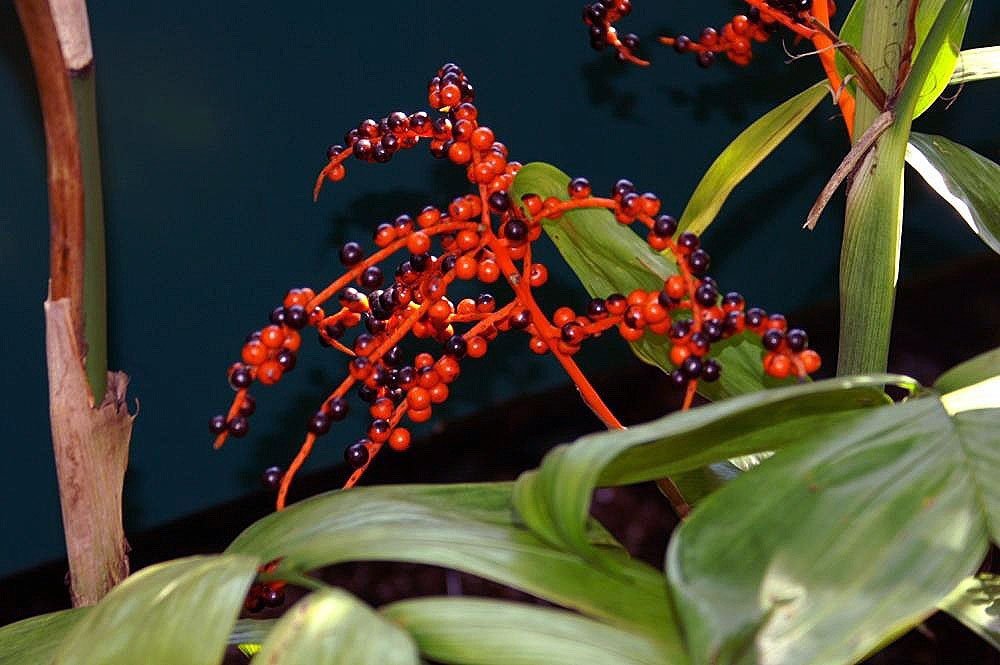
Fruchtstand von Chamaedorea pinnatifrons

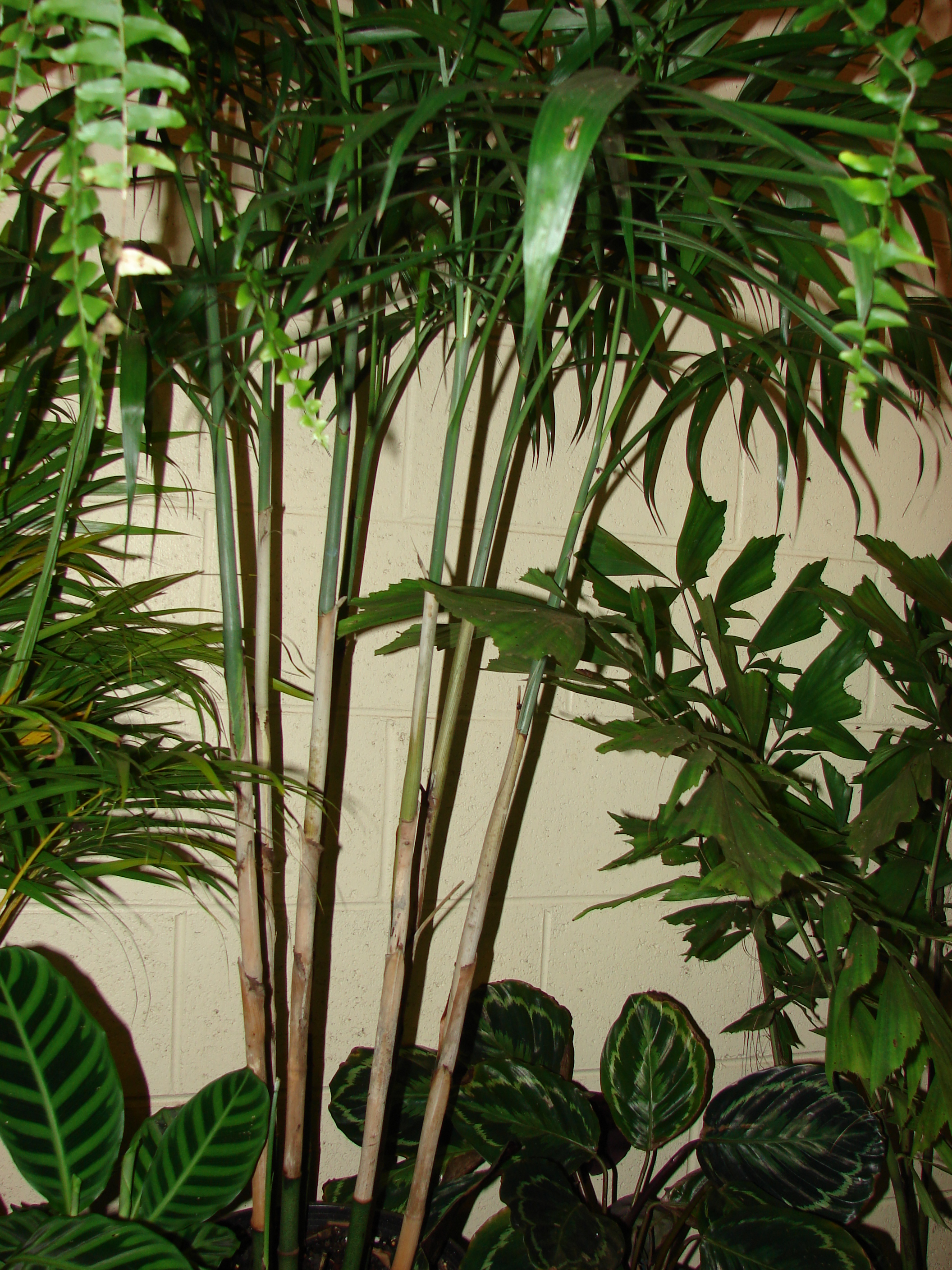
Chamaedorea seifrizii

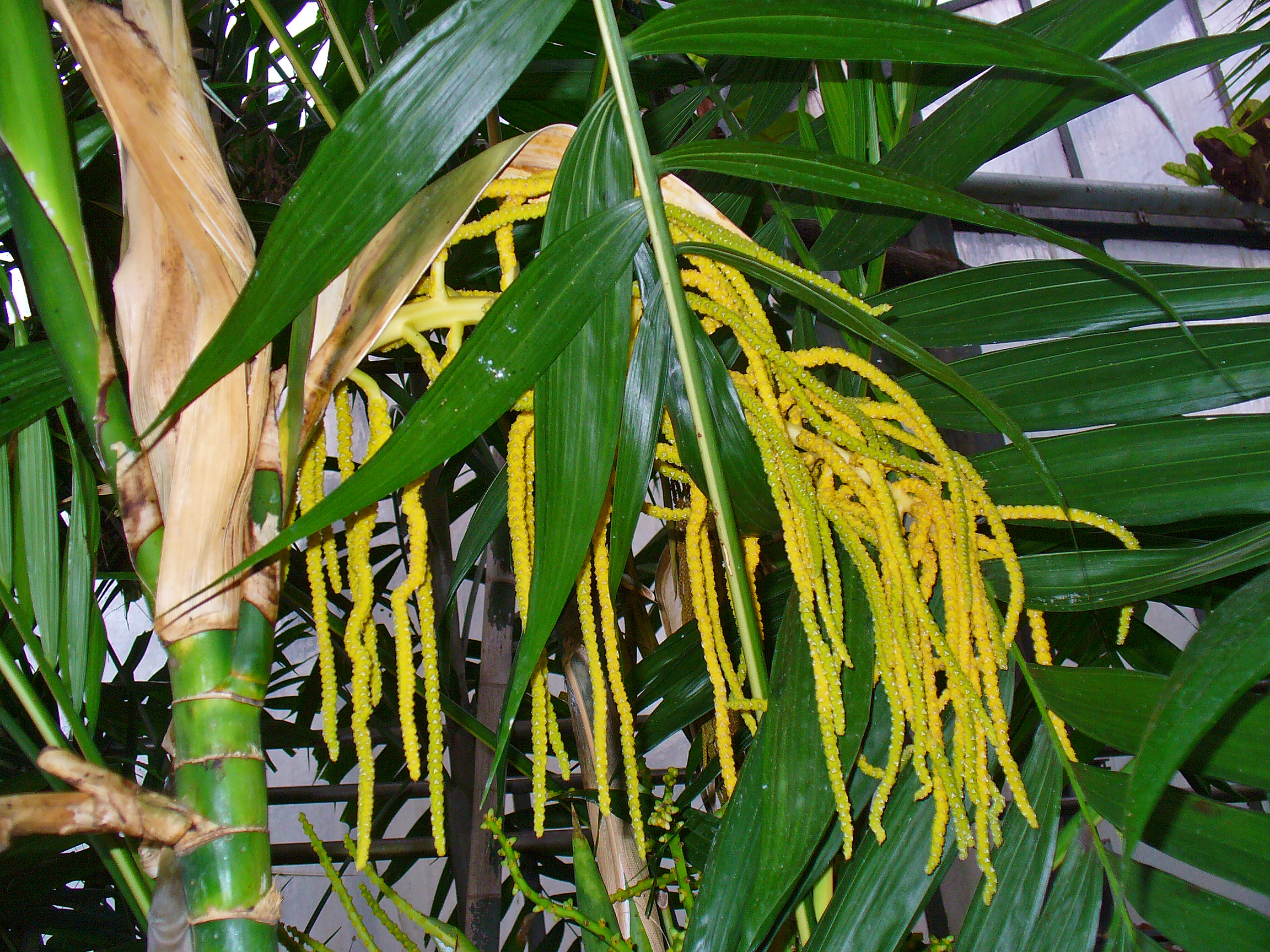
Blütenstände von Chamaedorea tepejilote

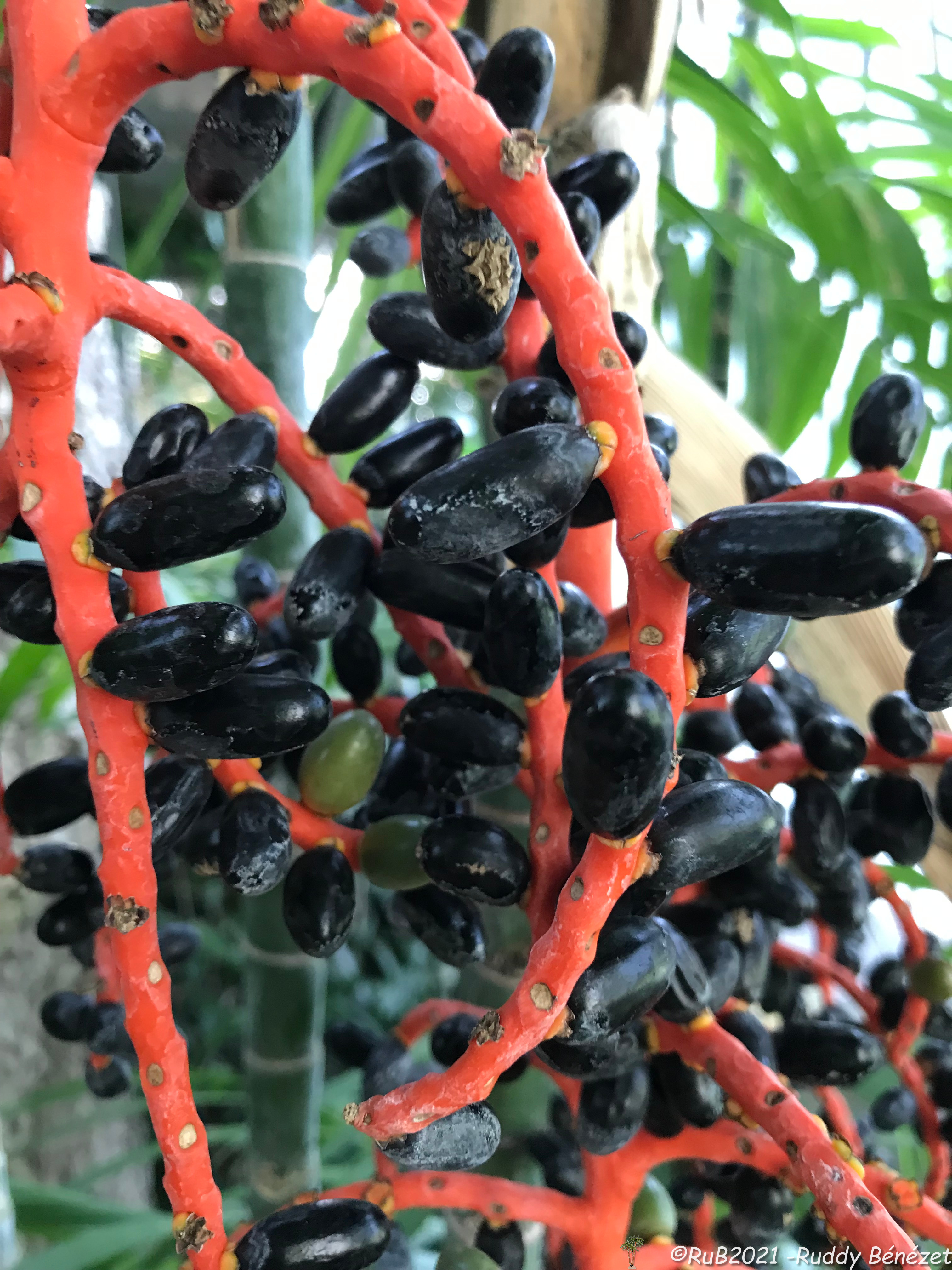
Ausschnitt eines Fruchtstands von Chamaedorea tepejilote

## Systematik
Die Gattung Chamaedorea wurde 1806 durch Carl Ludwig Willdenow in Species Plantarum, Editio Quarta, Tomus 4, Pars 2, Seite 638, 800 aufgestellt. Der Gattungsname Chamaedorea setzt sich aus den altgriechischen Wörtern Chamai für „am Grund“ und dorea für „Geschenk“ ab und bezieht sich neben der Kleinheit möglicherweise auf die elegante Wuchsform vieler Arten.
Synonyme für Chamaedorea Willd. nom. cons. sind: Anothea O.F.Cook, Cladandra O.F.Cook, Collinia (Liebm.) Oerst., Dasystachys Oerst., Docanthe O.F.Cook, Edanthe O.F.Cook & Doyle, Eleutheropetalum (H.Wendl.) H.Wendl. ex Oerst., Kinetostigma Dammer, Kunthia Bonpl., Legnea O.F.Cook, Lobia O.F.Cook, LophotheleO.F.Cook, Mauranthe O.F.Cook, Meiota O.F.Cook, Migandra O.F.Cook, Morenia Ruiz & Pav., Neanthe O.F.Cook, Nunnezharia Ruiz & Pav., Nunnezia Willd., Omanthe O.F.Cook, Paranthe O.F.Cook, Platythea O.F.Cook, Spathoscaphe Oerst., Stachyophorbe (Liebm.) Liebm. ex Klotzsch, Stephanostachys Klotzsch ex Oerst., Tuerckheimia Dammer nom. nud., Vadia O.F.Cook.
Die Gattung Chamaedorea gehört zur Tribus Chamaedoreeae in der Unterfamilie Arecoideae innerhalb der Familie Arecaceae. Sie ist die Schwestergruppe von Gaussia.
Die Gattung Chamaedorea ist monophyletisch. Die Gattung Chamaedorea wurde von Donald Robert Hodel 1992 in acht Untergattungen unterteilt. Die beiden artenreichsten Untergattungen sind allerdings polyphyletisch, auch die restlichen sind nicht alle monophyletisch.
Die Gattung umfasst etwa 106 Arten (Stand März 2025):
- Chamaedorea adscendens (Dammer) Burret: Sie kommt nur von Belize bis Guatemala vor.[2]
- Chamaedorea allenii L.H.Bailey[2]
- Chamaedorea alternans H.Wendl.: Dieser Endemit kommt nur im mexikanischen Bundesstaat Veracruz vor.[2]
- Chamaedorea amabilis H.Wendl. ex Dammer[2]
- Chamaedorea anemophila Hodel[2]
- Chamaedorea angustisecta Burret[2]
- Chamaedorea arenbergiana H.Wendl.[2]
- Chamaedorea atrovirens Mart.: Dieser Endemit kommt nur im mexikanischen Bundesstaat Oaxaca vor.[2]
- Chamaedorea benziei Hodel: Dieser Endemit kommt nur im mexikanischen Bundesstaat Chiapas vor.[2]
- Chamaedorea binderi Hodel: Dieser Endemit kommt nur in Costa Rica vor.[2]
- Chamaedorea brachyclada H.Wendl.[2]
- Chamaedorea brachypoda Standl. & Steyerm.[2]
- Chamaedorea carchensis Standl. & Steyerm.[2]
- Chamaedorea castillo-montii Hodel[2]
- Chamaedorea cataractarum Mart.[2]
- Chamaedorea christinae Hodel[2]
- Chamaedorea correae Hodel & N.W.Uhl[2]
- Chamaedorea costaricana Oerst.[2]
- Chamaedorea crucensis Hodel[2]
- Chamaedorea dammeriana Burret[2]
- Chamaedorea deckeriana (Klotzsch) Hemsl.[2]
- Chamaedorea deneversiana Grayum & Hodel[2]
- Chamaedorea elatior Mart.[2]
- Chamaedorea elegans Mart.[2]
- Chamaedorea ernesti-augusti H.Wendl.[2]
- Chamaedorea falcifera H.E.Moore[2]
- Chamaedorea foveata Hodel[2]
- Chamaedorea fractiflexa Hodel & Cast.Mont[2]
- Chamaedorea fragrans (Ruiz & Pav.) Mart.[2]
- Chamaedorea frondosa Hodel, Cast.Mont & Zúñiga: Dieser Endemit kommt nur in Honduras vor.[2]
- Chamaedorea geonomiformis H.Wendl.[2]
- Chamaedorea glaucifolia H.Wendl.[2]
- Chamaedorea graminifolia H.Wendl.[2]
- Chamaedorea guntheriana Hodel & N.W.Uhl[2]
- Chamaedorea hodelii Grayum[2]
- Chamaedorea hooperiana Hodel[2]
- Chamaedorea ibarrae Hodel[2]
- Chamaedorea incrustata Hodel, G.Herrera & Casc.[2]
- Chamaedorea keeleriorum Hodel & Cast.Mont[2]
- Chamaedorea klotzschiana H.Wendl.[2]
- Chamaedorea lehmannii Burret[2]
- Chamaedorea liebmannii Mart.[2]
- Chamaedorea linearis (Ruiz & Pav.) Mart.[2]
- Chamaedorea lucidifrons L.H.Bailey[2]
- Chamaedorea macrospadix Oerst.[2]
- Chamaedorea matae Hodel[2]
- Chamaedorea metallica O.F.Cook ex H.E.Moore[2]
- Chamaedorea microphylla H.Wendl.[2]
- Chamaedorea microspadix Burret[2]
- Chamaedorea moliniana Hodel, Cast.Mont & Zúñiga[2]
- Chamaedorea nationsiana Hodel & Cast.Mont[2]
- Chamaedorea neurochlamys Burret[2]
- Chamaedorea nubium tandl. & Steyerm.[2]
- Chamaedorea oblongata Mart.[2]
- Chamaedorea oreophila Mart.[2]
- Chamaedorea pachecoana Standl. & Steyerm.[2]
- Chamaedorea palmeriana Hodel & N.W.Uhl[2]
- Chamaedorea parvifolia Burret[2]
- Chamaedorea parvisecta Burret[2]
- Chamaedorea pauciflora Mart.[2]
- Chamaedorea pedunculata Hodel & N.W.Uhl[2]
- Chamaedorea pinnatifrons (Jacq.) Oerst.[2]
- Chamaedorea piscifolia Hodel, G.Herrera & Casc.[2]
- Chamaedorea pittieri L.H.Bailey[2]
- Chamaedorea plumosa Hodel[2]
- Chamaedorea pochutlensis Liebm.[2]
- Chamaedorea ponderosa Hodel[2]
- Chamaedorea pumila H.Wendl. ex Dammer (Syn.: Chamaedorea minima Hodel, Chamaedorea nana N.E.Br., Chamaedorea sullivaniorum Hodel & N.W.Uhl): Sie kommt in Costa Rica, Panamá sowie Kolumbien vor.[2]
- Chamaedorea pygmaea H.Wendl.[2]
- Chamaedorea queroana Hodel[2]
- Chamaedorea radicalis Mart.[2]
- Chamaedorea recurvata Hodel[2]
- Chamaedorea rhizomatosa Hodel[2],
- Chamaedorea ricardoi R.Bernal, Galeano & Hodel[2]
- Chamaedorea rigida H.Wendl. ex Dammer[2]
- Chamaedorea robertii Hodel & N.W.Uhl[2]
- Chamaedorea rojasiana Standl. & Steyerm.[2]
- Chamaedorea rosibeliae Hodel, G.Herrera & Casc.[2]
- Chamaedorea rossteniorum Hodel, G.Herrera & Casc.[2]
- Chamaedorea sartorii Liebm.[2]
- Chamaedorea scheryi L.H.Bailey[2]
- Chamaedorea schiedeana Mart.[2]
- Chamaedorea schippii Burret[2]
- Chamaedorea seifrizii Burret[2]
- Chamaedorea serpens Hodel[2]
- Chamaedorea simplex Burret[2]
- Chamaedorea skutchii Standl. & Steyerm.[2]
- Chamaedorea smithii A.H.Gentry[2]
- Chamaedorea stenocarpa Standl. & Steyerm.[2]
- Chamaedorea stolonifera H.Wendl. ex Hook. f.[2]
- Chamaedorea stricta Standl. & Steyerm.[2]
- Chamaedorea subjectifolia Hodel[2]
- Chamaedorea tacanensis Pérez-Farr., Vill.-Mor. & Hodel[2]
- Chamaedorea tenerrima Burret[2]
- Chamaedorea tepejilote Liebm.[2]
- Chamaedorea tuerckheimii (Dammer) Burret[2]
- Chamaedorea undulatifolia Hodel & N.W.Uhl[2]
- Chamaedorea vanninii Cascante & Fred Mull.: Sie wurde 2020 aus Costa Rica erstbeschrieben.[2]
- Chamaedorea verapazensis Hodel & Cast.Mont[2]
- Chamaedorea verecunda Grayum & Hodel[2]
- Chamaedorea volcanensis Hodel & Cast.Mont[2]
- Chamaedorea vulgata Standl. & Steyerm.[2]
- Chamaedorea warscewiczii H.Wendl.[2]
- Chamaedorea whitelockiana Hodel & N.W.Uhl[2]
- Chamaedorea woodsoniana L.H.Bailey[2]
- Chamaedorea zamorae Hodel[2]

## Nutzung
Die Blütenstände einiger Arten wie etwa Chamaedorea tepejilote werden als Gemüse genutzt. Die Blätter werden zum Dachdecken verwendet. Die medizinischen Wirkungen wurden untersucht. Es erfolgt eine Verwendung im Schnittblumenhandel und dazu werden Blätter in Naturbeständen entnommen.
Einige Arten werden als Topfpflanzen in großen Mengen produziert. Chamaedorea elegans ist wahrscheinlich die am häufigsten verwendete Zimmerpalme.